# Lophotrichus incarnatus
Lophotrichus incarnatus är en svampart som beskrevs av Seth 1971. Lophotrichus incarnatus ingår i släktet Lophotrichus och familjen Microascaceae.   Inga underarter finns listade i Catalogue of Life.